# Szent Margit Gimnázium
A Szent Margit Gimnázium (korábban Kaffka Margit Gimnázium) egyházi oktatási intézmény Budapest XI. kerületében. Fenntartója az Isteni Megváltóról Nevezett Nővérek Kongregációjának Magyar Tartománya.

## Története

### Alapítás (1920–1947)
Az iskolát 1920-ban, a trianoni békeszerződés évében alapította az Isteni Megváltóról Nevezett Nővérek Kongregációja. Az 1920-as évek leánygimnáziuma a szentimrevárosi keresztény lakosság körében oly közkedveltté vált, hogy szükségesnek tartották egy új iskola megépítését.
A jelenlegi, műemlék épület 1932–1933 között, a gazdasági válság éveiben készült el holland banki kölcsönökből. Az impozáns neobarokk palotát a kor híres építésze, Fábián Gáspár tervezte 1930-ban.

### Állami gimnázium (1947–1996)
1947-ben az iskolát államosították, az intézmény új neve Kaffka Margit Gimnázium lett. 1948-ban a kommunisták elhurcolták az épületben lakó nővéreket. Az atrocitásoknak tábla állít emléket.
Az 1956-os forradalom idején a Móricz Zsigmond körtéri harcokban a Szent Margit Gimnázium épülete jelentős szerepet játszott.

### Újrakezdés (1996–)
A rendszerváltás után kezdődött meg az iskola visszaszerzésének kalandos útja. Ebben nagy szerepet játszott Dr. Andriska Jolán, Dr. Szálka Irma és Hargitai Anna Magna nővér kitartó kutatómunkája. A Szent Margit Gimnázium első osztálya végül 1996-ban indult újra, majd 2000-ben elballagott az utolsó, nem egyházi osztály.
Az intézmény főigazgatója hosszú ideig Sümegh László író volt. Itt tanított többek között Beke Kata, Domokos Pál Péter, Hermann István, Hoffmann Rózsa és Illéssy Mátyás. Számos híres közéleti személyiség gyermeke látogatja az iskolát.
A Szent Margit Gimnázium tanulói hozták létre a Váralja Szövetséget 2007-ben.
2022-ben a HVG listáján a Szent Margit az ország 100. legjobb középiskolája volt.
2024. októberben a HVG listáján a Szent Margit az ország 89. legjobb középiskolája volt.

## Híres diákjai
Kaffka Margit Gimnázium korszakában végzettek
- Papp Tamás dr. pápai káplán, esperes , Francia Köztársasági Érdemrend, Becsületrend (1974) [3]
- Demszky Gábor politikus (1970)
- Deutsch Tamás politikus (1984)
- Gerendai Károly üzletember (1988)
- Hahner Péter történész (1973)
- Lenz Klára gobelin művész (1942)
- Lévai Balázs rendező, producer, korábban újságíró, televíziós szerkesztő (1986)
- Liptai Claudia (eltanácsolták 1988-ban)
- Máté Gábor Kossuth díjas színész (1973)
- Mihálffy Balázs, az iszlám közösség alapítója (1973)
- Parádi Gabriella jelmeztervező (1988)
- Polgár Julianna költő, grafikus (1976)
- Szakonyi Péter újságíró (1973)
- Téri Sándor színész (1971)
- Telegdy Dániel, T.Danny énekes (2018)

## Külső hivatkozások
- Honlap
- Fotók – Panoramio.com